# Eric Kennington

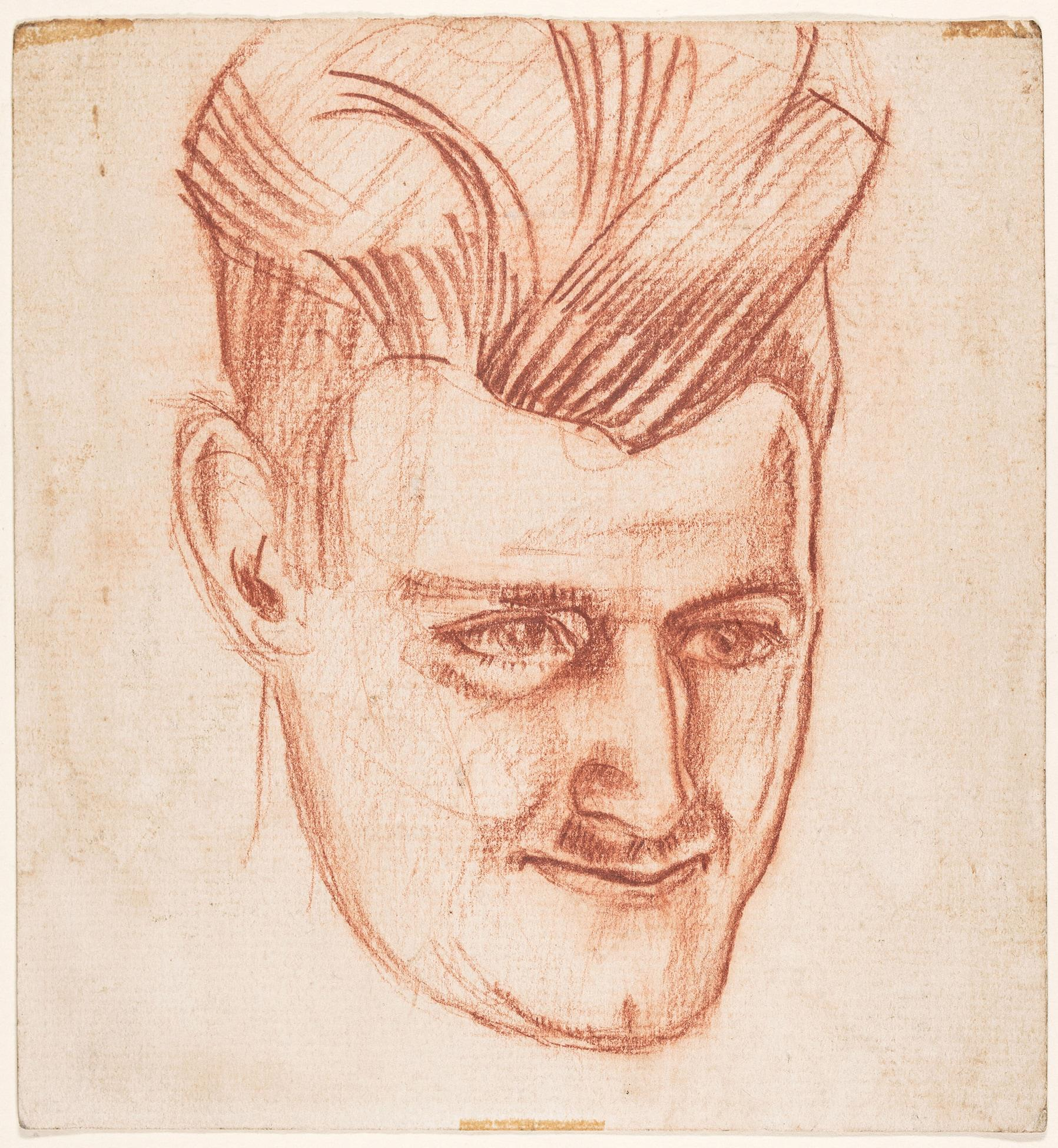
Eric Kennington R.A. (1888-1960), Kreidezeichnung von William Rothenstein (ca. 1925)

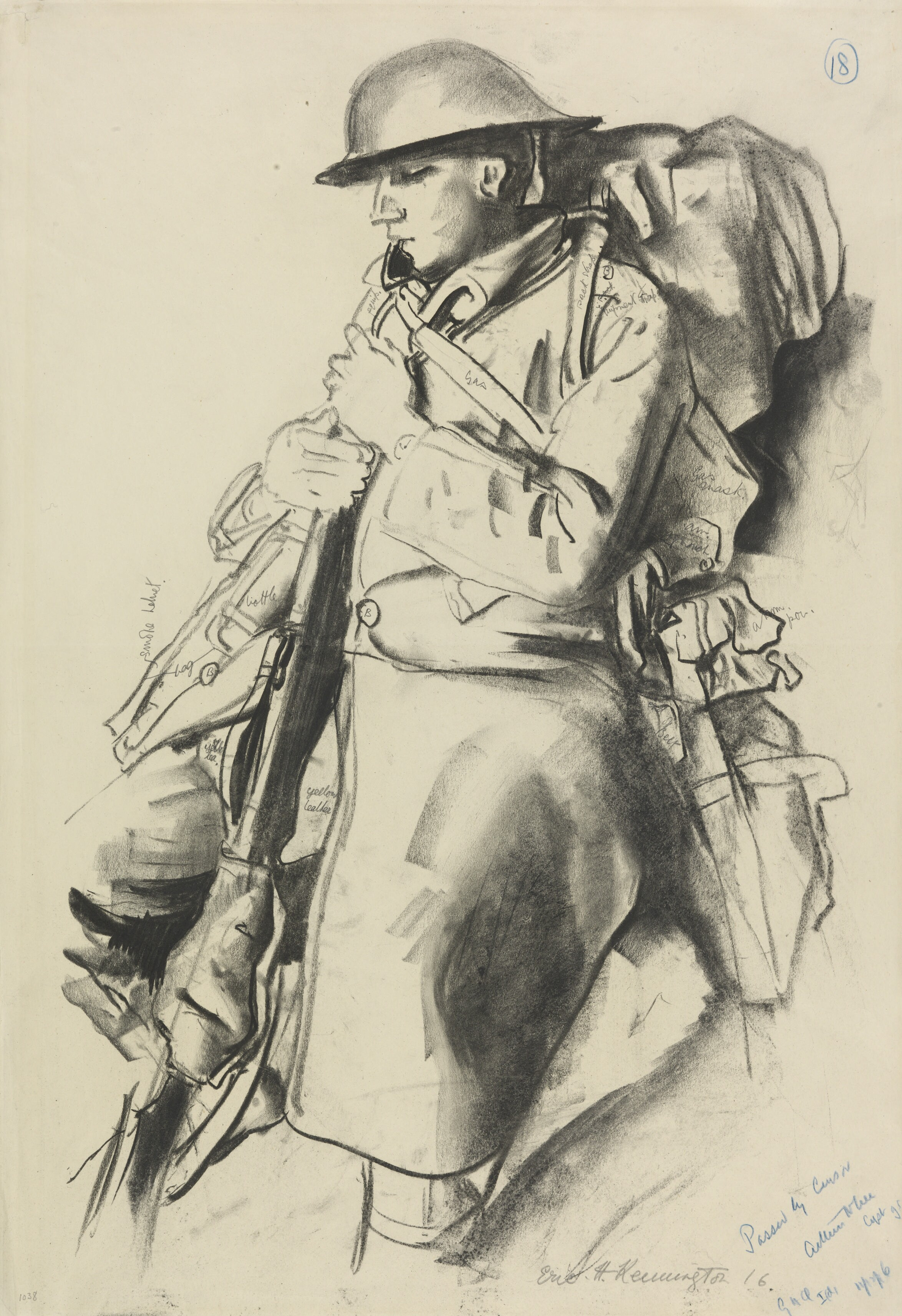
An Infantrymen Resting

Eric Henry Kennington (* 12. März 1888 in London; † 13. April 1960 in Reading) war ein englischer Maler, Bildhauer und Porträtzeichner.
Er war ein offizieller Kriegskünstler im Ersten und Zweiten Weltkrieg und ist vor allem bekannt durch seine Werke über die alltäglichen Vorkommnisse im Leben der einfachen Soldaten.

## Biographie

### Frühes Leben
Eric Kennington wurde als zweiter Sohn von Thomas Benjamin Kennington (1856–1916) und seiner schwedischen Frau Elise Nilla Lindahl Steveni (1861–1895) geboren. Sein Vater war Porträtzeichner und aktives Mitglied des New English Art Club. Kennington besuchte die St. Pauls School sowie die Lambeth School of Art. Seine erste größere Kunstausstellung hatte er bereits 1908 in der Royal Academy in London. Nach dem Ausbruch des Ersten Weltkriegs schrieb sich Kennington in die britische Armee ein und wurde Teil des 13. London Regiment.

### Erster Weltkrieg

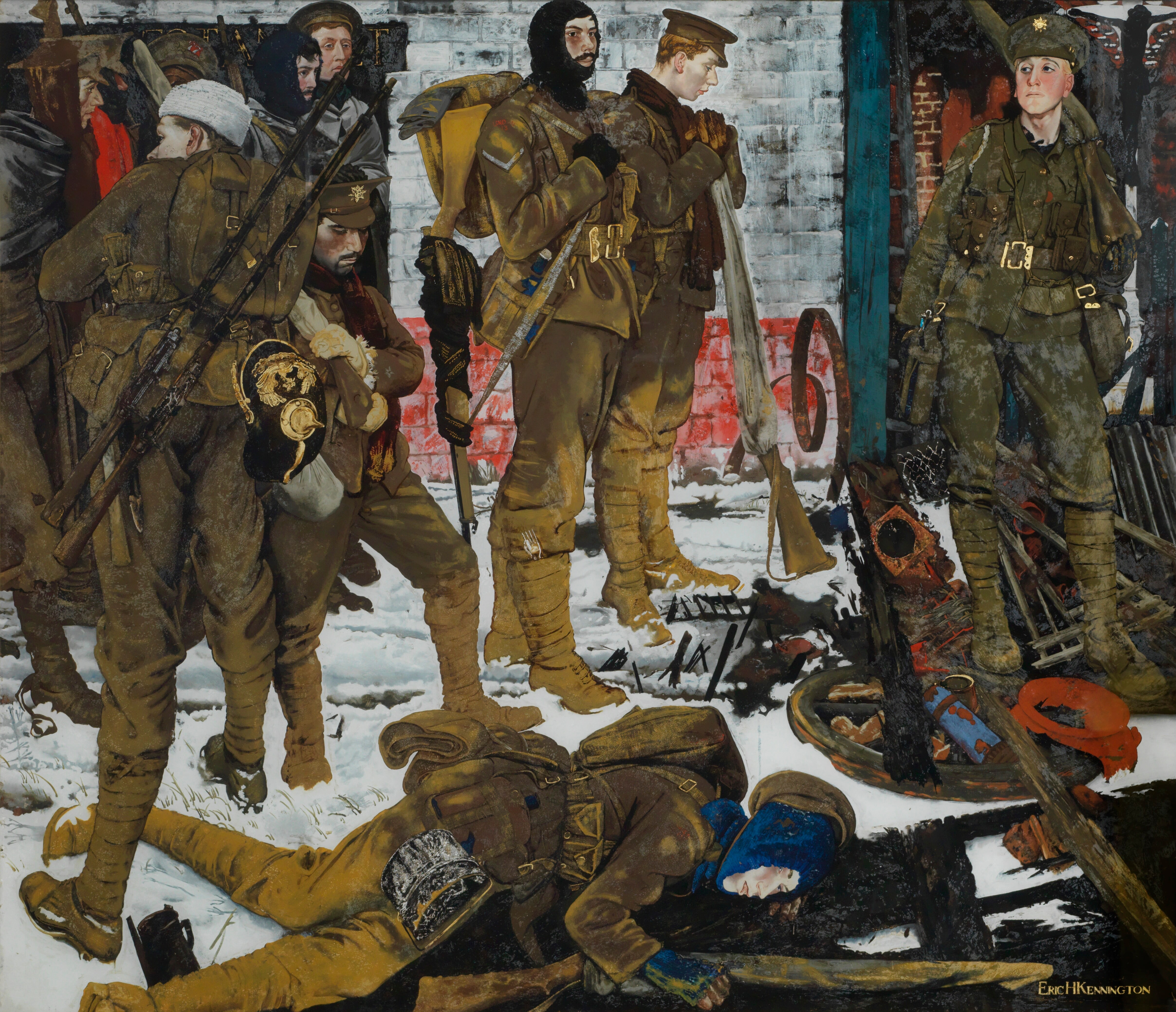
The Kensingtons at Laventie (1915)

Kennington war von November 1914 bis Januar 1915 mit dem 13. Bataillon an Schlachten an der Westfront in Frankreich beteiligt. Als er sich im Januar 1915 eine schlimme Verletzung zuzog, bei welcher er einen Zeh verlor, wurde er erst Monate im Krankenhaus behandelt, bis er im Juni 1915 zurück nach England überführt wurde. In seiner Genesungszeit entstand sein erstes Werk, das Geschehnisse aus dem Krieg darstellte. The Kensingtons at Laventie stellt die Fronterfahrungen des 13. London Regiment, die den Spitznamen The Kensingtons hatten dar. The Kensingtons at Laventie zeigt Kenningtons Einheit ausgelaugt im Schnee nach einem langen Marsch. Kurz nach der Erstausstellung erhielt das Werk überwiegend positive Kritiken. Es wurde eines der bekanntesten Werke Kenningtons überhaupt.
Nach Veröffentlichung des Gemäldes wurde Kennington erneut in ein Kriegsgebiet, nämlich die Somme-Region, eingeladen. Diesmal jedoch nicht mehr als Frontsoldat, sondern es wurde als Künstler-Besuch bezeichnet. Kurze Zeit später hatte er eine erste Ausstellung seiner Kriegskunst in der Goupil Gallery in London. Im Mai 1917 nahm er dann seine erste Stelle als offizieller Kriegskünstler an, die ihm vom Department of Information angeboten wurde. Im August 1917 wurde Kennington als offizieller Kriegskünstler zurück nach Frankreich geschickt. Dort malte er vor allem mit Kohle und Pastell, da er mit diesen Stoffen schneller arbeiten konnte und dadurch ein Porträt von einem Soldaten innerhalb von zwei Stunden fertigstellen konnte. Während seinem siebeneinhalb-monatigen Aufenthalt in Frankreich konnte Kennington ungefähr 170 Zeichnungen fertigstellen. Diese Zeichnungen wurden im Juni und Juli 1918 mit Unterstützung des Ministry of Information in den Leicester Galleries ausgestellt.

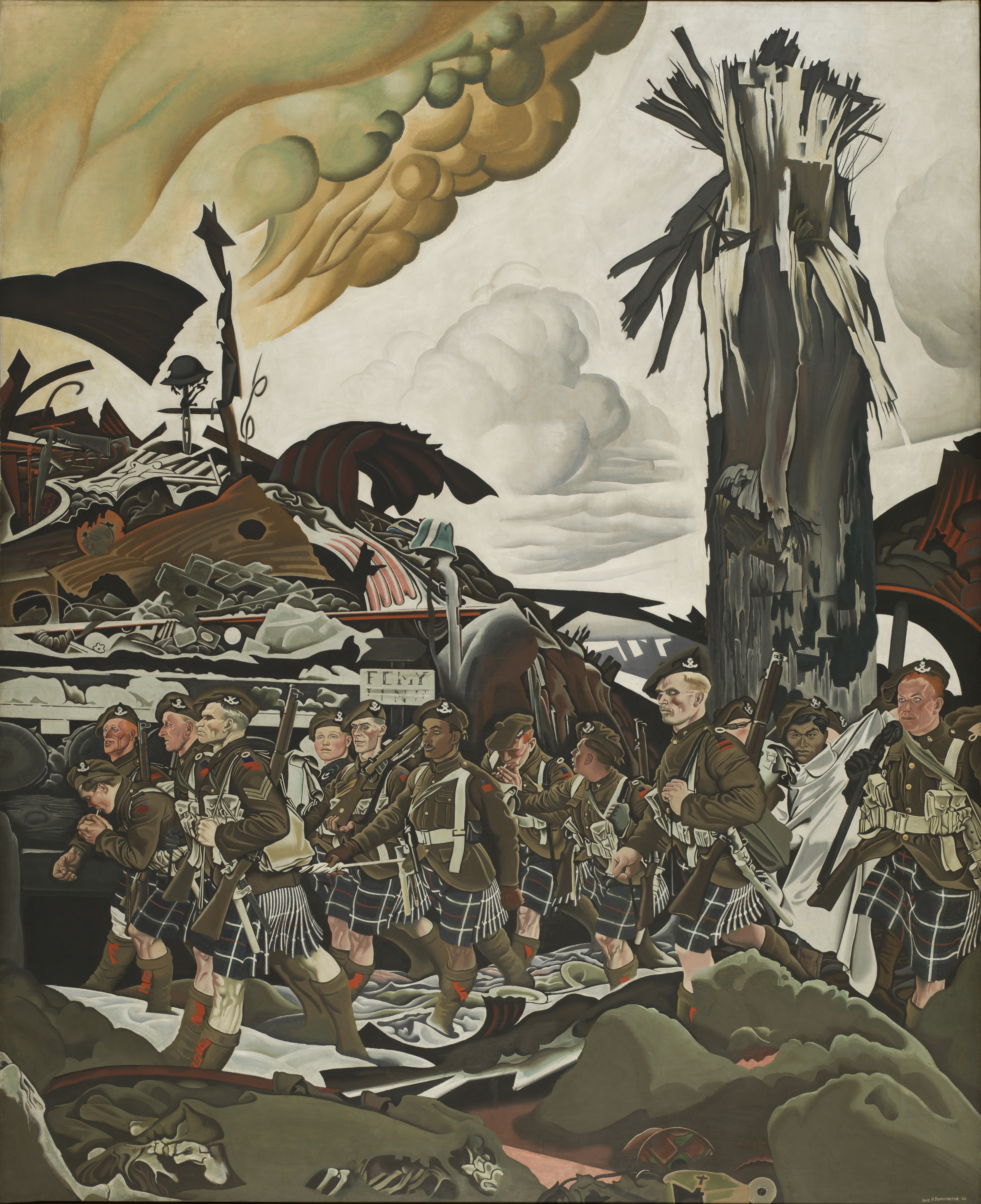
The Conquerers (1920)

Kennington trat von seiner Anstellung beim Ministry of Information im September 1918 zurück. Er war mit der Beschäftigung nicht mehr zufrieden und gab als weiteren Grund an, immer noch unter Schützengrabenfieber zu leiden. Trotzdem trat er bereits zwei Monate später eine neue Anstellung an. Er wurde Teil des Canadian War Memorial Scheme und begleitete das kanadische 16. Bataillon nach Frankreich. Er begleitete die Einheit zwischen November 1918 und März 1919. In dieser Zeit konnte er über 40 individuelle Studien über die Soldaten durchführen. Anfang 1920 malte Kennington ein neues Bild namens The Conquerers, es war ein Tribut an die kanadischen Soldaten des 16. Bataillons. Die Veröffentlichung dieses Werkes brachte Kennington erneut viel Aufmerksamkeit und die Kritiker waren begeistert. Kurz nach der Veröffentlichung dieses Werkes schreib der Kunstkritiker Frank Rutter in der Sunday Times:
“Kennington is one of our foremost potrait painters.” – „Kennington ist einer unserer herausragendsten Porträtzeichner.“

Kennington stellte das Werk in der Alpine Club Gallery in London aus, einer der Besucher der Ausstellung war der britische Militär T. E. Lawrence, der Kennington davon überzeugte, ihn mit in den Nahen Osten zu begleiten. 

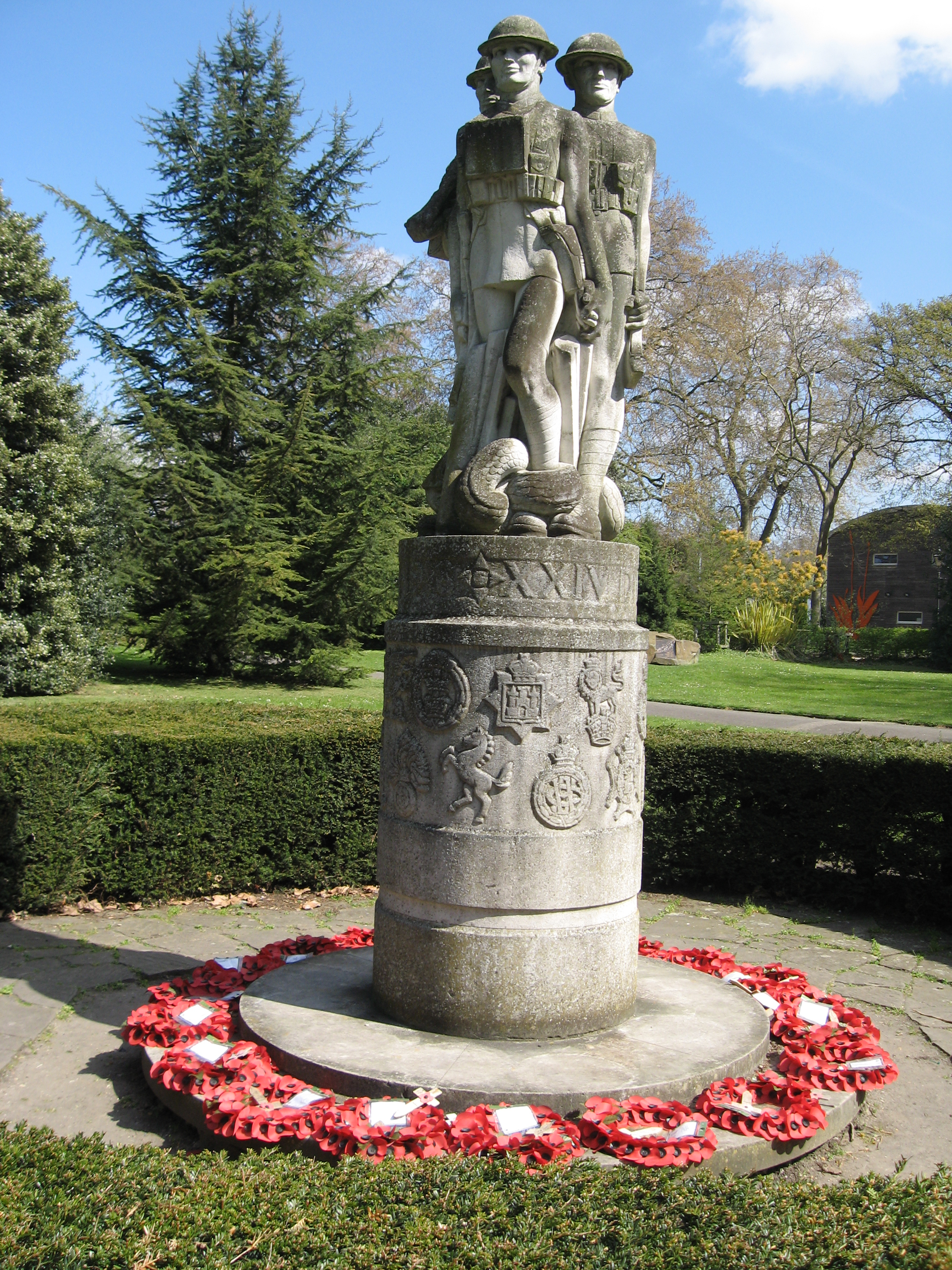
War Memorial Battersea Park (1924)

### 1920er
Vom Februar bis Juni 1921 reiste Kennington durch Ägypten, durch den Libanon, durch Syrien und Palästina und zeichnete Bilder zu arabischen Themen und Personen. T. E. Lawrence war von den Bildern begeistert. In der Folge wurden einige von ihnen in Lawrence’ Buch Seven Pillars of Wisdom gedruckt. Im Jahr 1922 begann Kennington mit der Arbeit an seinen ersten Skulpturen, drei davon wurden im Battersea Park in London ab dem Jahr 1924 ausgestellt. Seitdem arbeitete Kennington vermehrt als Bildhauer und bezeichnete sich auch selbst so. Er nahm zwar immer noch Porträtaufträge an, jedoch nur um die Kosten für seine Skulpturen einzunehmen. In dieser Zeit produzierte er circa zwei bis drei Pastellporträts pro Monat auf Anfrage, für diese konnte er jeweils 40 bis 50 Pfund verlangen. Die weiteren Jahre der 1920er waren weiterhin durch seine Tätigkeit als Bildhauer geprägt.

### 1930er

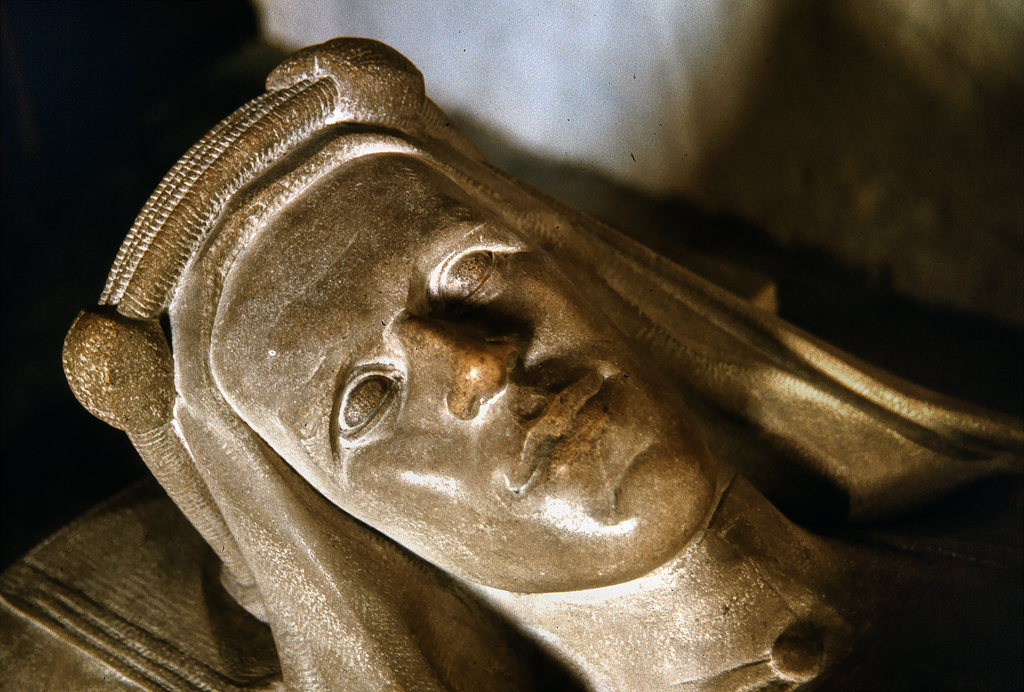
Skulptur für T. E. Lawrence (1939)

Bis zum Tod von T. E. Lawrence 1935, arbeitete Kennington weiterhin als Bildhauer. Bei der Beerdigung von Lawrence war Kennington einer der Sargträger, da die Freundschaft der beiden seit ihrer Arabienreise angehalten hat. Deshalb arbeitete Kennington in den nächsten vier Jahren nach Lawrences Tod, bis ins Jahr 1939, an einer Skulptur, die ein Tribut für seinen Freund Lawrence werden sollte. Seit dem Jahr 1935 war Kennington auch davon überzeugt, dass der Zweite Weltkrieg kommen würde. Er setzte sich bei vielen Bekannten im Militär dafür ein, Vorbereitungen für den Krieg zu treffen. Im Jahr 1936 stellte er die wichtigsten Werke seiner letzten 20 Jahre als Künstler aus und genoss unter Kritikern den Ruf, einer der wichtigsten und talentiertesten Porträtzeichner der Zeit zu sein. Ende des Jahres 1938 begann Eric Kennington mit anderen Künstlern Tarnungen für Gebäude zu entwickeln, um strategisch wichtige Gebäude im Krieg schützen zu können. Trotzdem war er sich damals schon bewusst, dass diese Vorbereitungen zu spät stattfinden:
“My great fear is that we will remain powerless until too late when there will be the usual hysteria and confusion and of course we are already a year too late.” – „Meine große Angst ist, dass wir kraftlos bleiben werden, bis es zu spät ist, bis das große übliche Durcheinander beginnt. Und natürlich sind wir ein Jahr zu spät.“
Kurz vor Kriegsbeginn wurde Kennington wieder Teil des War Artist Advisory Committee und sollte wieder Kriegsportraits aus Pastell und Kohle malen. Er war also wieder ein offizieller Kriegskünstler.

### Zweiter Weltkrieg

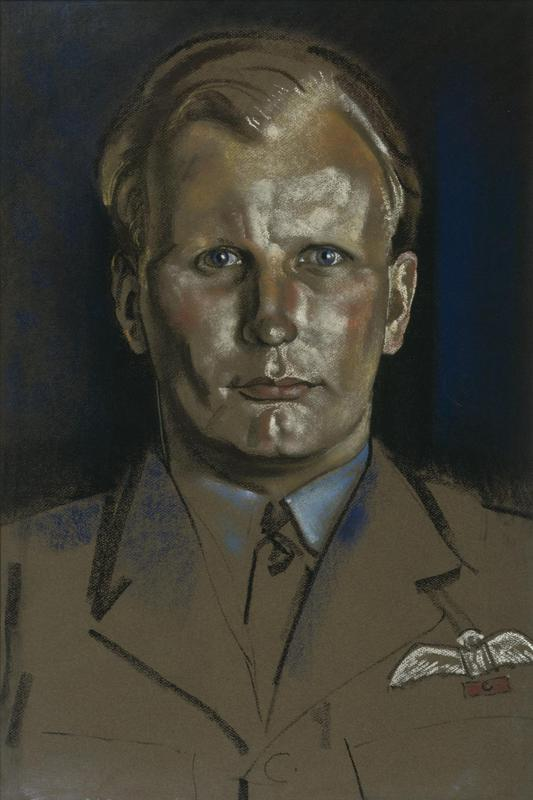
Learoyd (1940)

Im Mai 1940 trat er jedoch bereits von seiner Stelle als Kriegskünstler zurück und trat der Home Guard (Local Defence Volunteers) bei, da er sich laut seiner Aussage, so mehr am Krieg beteiligen konnte. Ab Juli 1940 war er Leiter einer Einheit mit sechs Mitgliedern in Oxfordshire, dort verteidigten sie einen Posten. Die Einheiten waren jedoch wenig motiviert und kamen nicht zu den Diensten und spielten laut Kenningtons Aussage lieber Karten im Pub oder gingen Fischen. Die Einheit war außerdem nicht bewaffnet. Trotz Kenningtons Austritt aus dem War Artist Advisory Committee waren seine Werke im Jahre 1940 Mittelpunkt der Ausstellung der Kriegszeichnungen, da er mit Abstand der bekannteste Künstler war, den das Committee vorzeigen konnte.
Im Nachhinein bemühte sich das War Artist Advisory Committee erneut um eine Wiedereinstellung Kenningtons, weshalb er ab September 1940 wieder als Kriegskünstler arbeitete. Er wurde eingeteilt, Porträts der wichtigsten Offiziere der Royal Air Force zu malen. Diese Aufgabe erfüllte er, bis er im September 1942, dieses Mal auch wegen Kritik gegenüber seiner Person, erneut von seinem Job als Kriegskünstler beim War Artist Advisory Committee zurücktrat. Anschließend arbeitet er für das War Office, wo Kennington weiterhin Porträts zeichnete. Jedoch bekam er die Aufgabe, die Soldaten der Home Guard zu malen. Er reiste also durch Großbritannien und widmete sich seiner Kunst auf englischem Boden. Diese Tätigkeit behielt er bis zum Kriegsende.

### Zeit nach dem Zweiten Weltkrieg
Kennington arbeitete nach dem Ende des Zweiten Weltkriegs an einem Memorial für die gefallenen Soldaten der Royal Air Force. Nebenbei nahm er immer wieder Aufträge als Porträtzeichner an, nun auch von privaten Personen. Im Jahr 1946 übernahm Kennington die Stelle als offizieller Porträtzeichner der Worshipful Company of Skinners, für welche er neun Pastellportraits produzierte. Diese wurden in der Royal Academy ausgestellt. 1951 wurde Kennington Teil der Royal Academy und 1959 wurde er zu einem vollwertigen Mitglied ernannt. Das letzte Werk von Eric Kennington ist eine Steintafel, die im James Watt South Building in der Universität Glasgow zu finden ist. Eric Stanton beendete diese Arbeit, nachdem Kennington 1960 verstorben ist. Kennington wurde in Checkendon, Oxfordshire begraben.

## Rezeption
Kennington war in seiner Zeit einer der wichtigsten britischen Kriegskünstler, sowohl im Ersten als auch im Zweiten Weltkrieg. Spätestens seit der Erstausstellung von The Kensingtons at Laventie sowie The Conquerers erreichte er große Bekanntheit. Er wurde oft als Künstler beschrieben, der die Schattenseiten des Krieges realistisch darstellen kann. Später geriet er aber auch in Kritik, da er nur noch Porträts von Offizieren zeichnete die oft heroisch dargestellt wurden. Die realistische Seite des Krieges stellte er laut seinen Kritikern nur noch selten dar. Diesen Umstand kritisierte er auch oft selbst, vor allem war er häufig unzufrieden, wenn er „alte“ Militärs zeichnen sollte. Kennington hatte im Militär sehr ranghohe Freunde und Bekannte, weshalb er ein sehr einflussreicher Mann gewesen ist. Er galt auch als ein sehr schwieriger Charakter, was die vielen verschiedenen Stellen in unterschiedlichen Ministerien und Einrichtungen erklärt.